# 安土桃山时代
安土桃山時代，又稱織豐時代，是1568年至1603年之間，織田信長與豐臣秀吉稱霸日本的時代。起於織田信長上洛并扶植最後一位室町幕府將軍足利義昭為其傀儡，終於德川家康建立江戶幕府。该时代以織田政權的安土城和豐臣政權的桃山城（又稱「伏見城」）為名。
這個時期有三位主要人物相繼成為主導者：織田信長（1568年至1582年）、豐臣秀吉（1582年至1598年）、德川家康（1598年至1603年），他們作為戰國時代強大的几家大名，逐步擊敗了其他势力，建立了强大的武家政權。后两者最終統一了日本。

## 时间段
安土桃山时代的起始时间和结束时间都有几种不同的说法。
起始时间有三种说法：1568年织田信长拥立将军足利义昭上洛、1573年足利义昭被赶出京都，室町幕府灭亡或1576年安土城的建成。
结束时间也有三种说法：1598年丰臣秀吉逝世、1600年关原之战德川家康胜利或1603年家康就任征夷大将军，开创江户幕府。本文将采取1568年至1603年的说法。
有说法认为该时代承接了日本战国时代，也有说法将该时代部分或全部时间段纳入日本战国时代范围之内。

## 歷史

### 織田信長時期
永禄11年（1568年），當時實力雄厚的織田信長率大軍上洛京都，扶植長期流亡在外的足利義輝之弟足利義昭成為第十五代幕府將軍，挾其為傀儡以號令天下，自此開創了安土桃山時代。足利義昭並不甘心作織田信長手中的傀儡，後来暗中聯絡各地勢力大名，意圖挑戰織田信長的權威，導致他於天正元年（1573年）被後者流放趕出京都。室町幕府至此滅亡。信長在琵琶湖畔的安土建造了達七層高用石頭牆壁圍著的城堡，成為戰國時期的標誌。信長授予被征服大名封地，清除免稅商業的障礙，把受貶抑的宗教團體和商人拉攏到他自己的軍事體系中，因此增長了自己的實力。他通過大規模的戰爭控制了全日本大約三分之一的令制國（州），還設立並實施了一系列的行政管理制度，例如系統的村莊組織，稅收和標準化的量度。同時，其他的大名——包括已經被信長征服的和他控制之外的——也建造了他們自己的極其堅固的城堡並使他們的駐軍現代化。1577年，信長派他的主要戰將羽柴秀吉去攻佔西本州中國地方的十二個國（州）。后来，他又让长子织田信忠领兵，灭亡了在东边威胁最大的武田家。1582年，當信長帶領少數隨從從安土前往京都並借宿於本能寺時，被信長派去支援秀吉的明智光秀突然叛變，突襲本能寺，信長被迫於本能寺自殺身亡，史稱本能寺之變。

### 豐臣秀吉時期

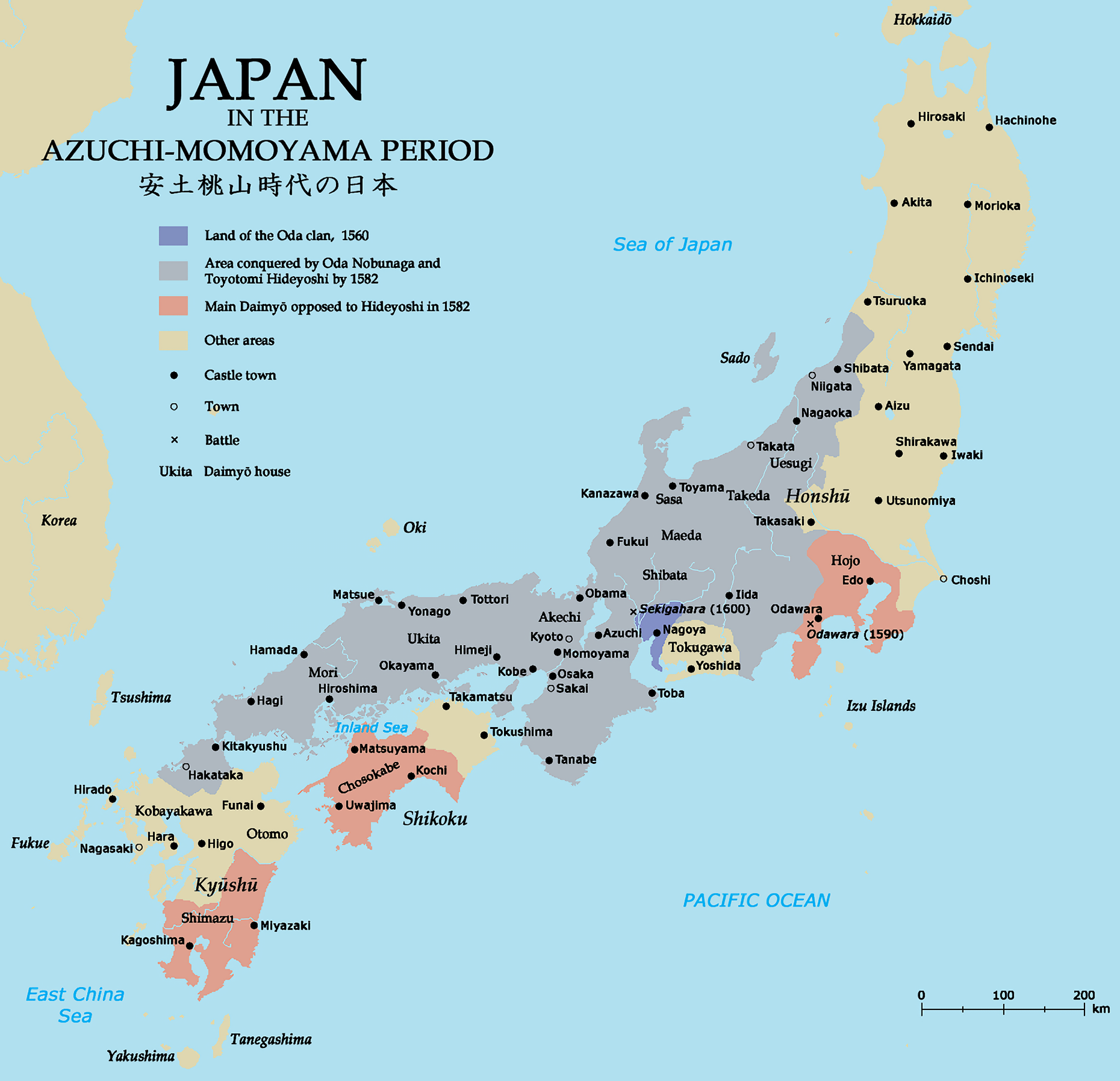
安土桃山時代的日本
1560年的織田氏
1582年的豐臣氏
1582年与丰臣氏敵對的大名
其他地區

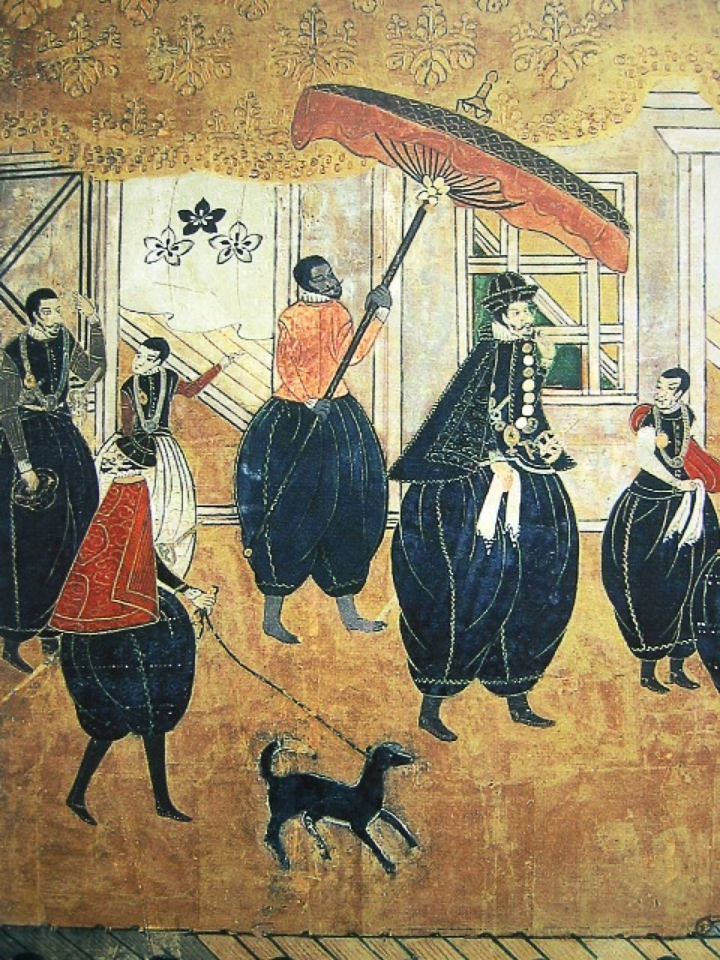
日本貿易的荷蘭人

羽柴秀吉在山崎之戰擊敗明智光秀後，成為信長未成年後嗣的保護者之一。1584年，秀吉消滅了其他三個保護者，完全控制了京都，成為信長無可爭議的繼承人。羽柴秀吉生出生是沒有姓氏的平民，在被信長賜姓之前原名為木下藤吉郎。在繼承信長之後，秀吉要求被藤原家收為養子，後來被天皇賜姓豐臣，並得到了關白的職位，這意味著全日本的內政和軍事都為他所控制。之後的一年中，他維持了與上杉氏、宇喜多氏、毛利氏的同盟，並繼續在四國和北九州的統一戰爭。1590年，豐臣秀吉發動小田原之戰，使得控制東北地區的伊達氏主動請降，並戰勝了控制東本州關東地區的最後一個敵手北條氏，日本戰國時代的戰爭就此結束，天下首度歸於一統。 

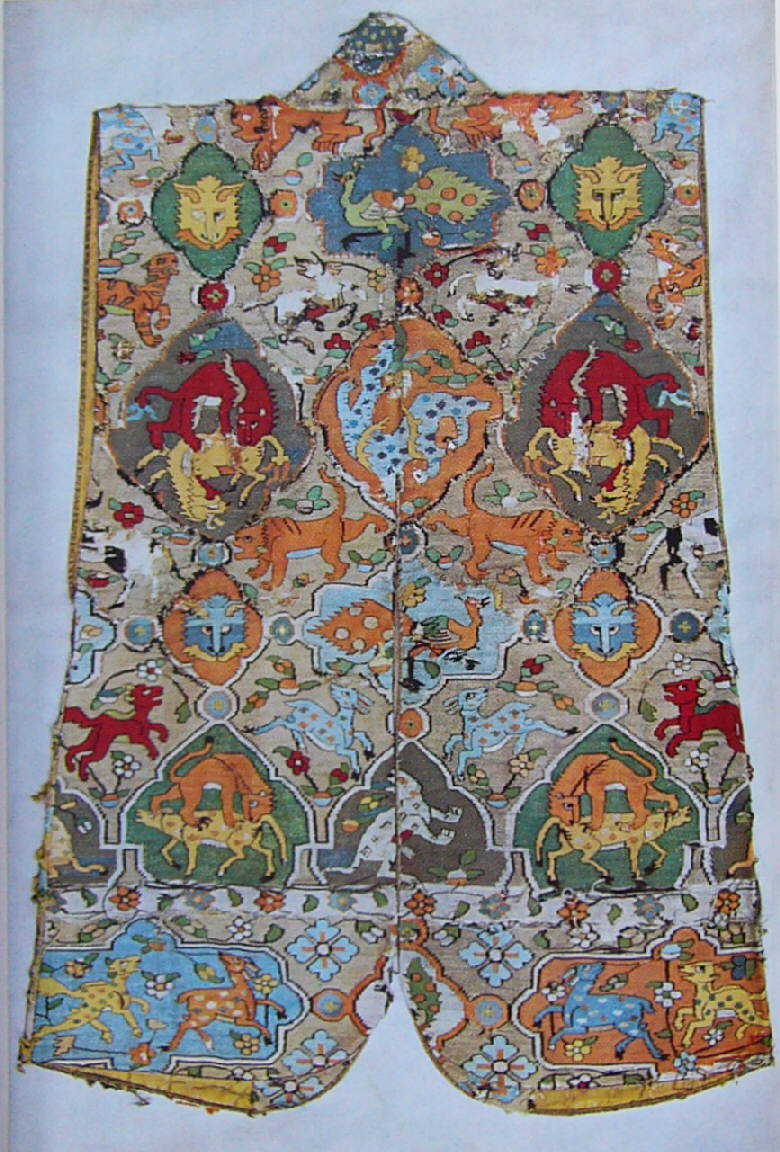
秀吉的战袍

豐臣秀吉獨裁控制了全日本，通過直接的手段或是盟誓的陪臣。新的中央政府體系開始運作。國家被一個大名聯盟統一了，但是還是分散化的。再一次的分配領土成為實力的標準。作為丈量和評價土地的新的單位——石——被設立。1石大約等價於180立升的大米。擁有能生產一萬石或更多大米的土地的那些人，被定義為大名。日本全國檢地有1850萬石（1598年數據），而秀吉一個人擁有其中的200萬石。德川家康——強大的東本州大名（並不完全受到秀吉的控制）——掌握著250萬石。儘管秀吉擁有強大的力量並擔心家康所擁有的實力，德川家康的位置還是絕對的安全。秀吉試圖削弱大名的利益，例如委派德川家管理關東地區，並用可信賴的陪臣包圍他的新領土。在大坂（今大阪）的城下町，他將諸大名的妻子和後嗣作為人質，並用姻盟加強封建約束。他利用石體系和檢地重新分配全國土地。1590年，秀吉宣佈結束更進一步的階級運動或社會地位的改變，這加大了農民階級和武士（只有後者才能佩帶武器）階級之間的差距。1591年，他有計劃的讓養子（秀吉姊姊的兒子）秀次當上關白及豐臣家家督，自己作為太閤攝政。秀吉被稱為「天下人」，從尾張中村的一介平民開始，達到權傾天下的高位，遺憾的是一直沒有親生的子嗣。五十七歲才由側室淀君生下第三個兒子豐臣秀賴（第一個兒子羽柴秀勝早夭，第二個兒子豐臣鶴松三歲時夭折）。老來得子的秀吉對此子非常的溺愛，此時秀吉所有的行動，都以將天下傳給秀賴為目的，而秀次也因為可能會成為妨礙秀賴的人，而在1595年遭到賜死。在他生命結束之前，秀吉為了平衡權力，試圖透過制度的設計，讓大名們宣誓效忠並輔佐秀賴直到其可以執政為止，這個制度包括：「五大老」（武將出身，以德川家康和加賀百萬石的前田利家為首，負責決定政策），向秀吉宣誓維護和平並支撐豐臣家；「五奉行」，以石田三成等事務官為首，制訂日常工作方針和行政上的事務；「三中老」，維護大老和奉行之間的和睦。臨死前已瀕臨瘋狂的秀吉，甚至要求大名們立下誓書。 
1592年，豐臣秀吉率領了20萬的軍隊侵略了朝鮮，他的最終目的是要侵略明朝。他的軍隊在半島上迅速蔓延，直到在朝明聯軍面前慘敗（參見壬辰衛國戰爭）。在和平會談期間，秀吉要求分割朝鮮半島，自由貿易，並讓一個明朝公主成為日本皇后。但日本的要求被明朝給拒絕，於是和平的努力完結了。1597年開始了第二次入侵朝鮮，但是隨著1598年因秀吉的病逝，日本全軍撤退而結束。

### 後期
1598年8月18日，豐臣秀吉病逝於伏見城，享年62歲。死前他亦已託付前田利家監視德川家康及輔佐豐臣秀賴。而入侵朝鮮半島的日軍在接獲德川家康為首的五大老及以石田三成為首的五奉行之安排下，向明朝隱瞞了秀吉的死訊，隨後與明朝議和並逐漸從朝鮮撤軍。但這兩場戰爭使日軍損失巨大，元氣大傷，此役也埋下了德川家康日後成為征夷大將軍的一個重要伏因。而日本與朝鮮的關係，到1607年才恢復正常。
豐臣秀吉死後，由於繼位的是只有六歲的豐臣秀賴，以德川家康為首的五大老及以石田三成為首的五奉行隨即出現嚴重的權力矛盾，因而引發了關原之戰。交戰雙方為德川家康率領下的東軍以及石田三成等組成的西軍。最後，在西軍叛將小早川秀秋的叛變的情況下，這場戰爭在一天內就分出了勝負，德川家康取得了日本的統治權，三年後就任為征夷大將軍，並成立了江户幕府。

## 藝術文化與貿易

濃繪的特徵展現－『檜圖屏風』狩野永徳

桃山藝術（1573年至1615年）以秀吉在伏見（京都南方）修建的城堡小山為名，在這時期十分繁榮。這個時期由于對世界產生了興趣，以大都市為中心的經濟發展，商業手工業者地位上升使得此時的藝術顯得富麗而奢華。華麗的城堡建築和室內裝飾，用金葉子修飾的彩繪屏風，展現了大名的實力和財富。南蠻貿易有所發展，外來的「南蠻」（即歐洲人）產品的使用變得很普遍。 
1587年，豐臣秀吉佔領了長崎，這是日本與外界接觸的主要地點。他控制各種貿易團體，並試圖管制全部的海外活動。儘管明朝拒絕了他擁有的貿易特許權的權利，但是秀吉還是成功的把商業使節送到了現在的馬來西亞，菲律賓群島和泰國。由於一些不良天主教信徒把日本人販售到歐洲的人口販賣行逕曝光，天主教被宣布為邪教，傳教士在日本的傳教活動從此被禁止，這間接導致了發生在九州的切支丹一揆。